# Likhi
I monti Likhi o Surami sono una catena montuosa che fa parte del Caucaso, situata nella Georgia e collega il Caucaso Maggiore al Caucaso Minore.
La vetta più alta raggiunge i 1926 m. Il passo montano più basso e più importante è il Passo di Surami a circa 949 m di altitudine che collega la Georgia orientale a quella occidentale. Una ferrovia (nel tunnel) corre attraverso il passo, come pure la strada principale Zestaponi-Khashuri.